# Acantholithodes hispidus
Acantholithodes hispidus är en kräftdjursart som först beskrevs av William Stimpson 1860.  Acantholithodes hispidus ingår i släktet Acantholithodes och familjen trollkrabbor. Inga underarter finns listade i Catalogue of Life.